# Cyperus pulcherrimus
Cyperus pulcherrimus är en halvgräsart som beskrevs av Carl Ludwig von Willdenow och Carl Sigismund Kunth. Cyperus pulcherrimus ingår i släktet papyrusar, och familjen halvgräs. Inga underarter finns listade i Catalogue of Life.